# Urszula Poprawska
Urszula Poprawska  (ur. 14 lipca 1954 w Lublinie) – polska tłumaczka literatury niemieckojęzycznej, laureatka Nagrody im. Karla Dedeciusa.

## Życiorys
W 1977 ukończyła studia z zakresu filologii polskiej na Katolickim Uniwersytecie Lubelskim. W latach 1986–2015 pracowała jako redaktor w Instytucie Języka Polskiego Polskiej Akademii Nauk w Krakowie.
Przekładem z języka niemieckiego zajmuje się zawodowo od początku lat 2000. Drukiem ukazało się do tej pory ponad 50 przełożonych przez nią pozycji, głównie książek naukowych i niemieckojęzycznej literatury współczesnej. Na liście autorów tłumaczonych przez Poprawską znajdują się m.in. Katja Petrowskaja, Uwe Timm, Nino Haratischwili, Daniel Kehlmann, Arhur Koestler, Günter Wallraff czy Friedrich Reck-Malleczewen.
Poza działalnością translatorską zajmuje się także promocją literatury niemieckojęzycznej i kształceniem młodych tłumaczy w ramach seminariów i warsztatów.
W roku 2021 otrzymała Nagrodę im. Hermanna Kestena. W roku 2024 wyróżniona Nagrodą im. Karla Dedeciusa.
Mieszka i pracuje twórczo w Krakowie.

## Wybrane przekłady
- Wunibald Müller, Jak wyjść z depresji, Wydawnictwo WAM, Kraków wyd. 1 – 2002, wyd. 2 – 2011.
- Hans Urs von Balthasar, Serce świata, Wydawnictwo WAM, Kraków 2003.
- Fritz Riemann, Oblicza lęku, Wydawnictwo WAM, Kraków 2005.
- Hans-Peter Hasenfratz, Religie świata starożytnego a chrześcijaństwo, Wydawnictwo WAM, Kraków 2006.
- Jeanette Bischkopf,  Jak żyć z osobami cierpiącymi na depresję, Wydawnictwo WAM, Kraków 2006.
- Bernd Neumann, Detlef Dietrich, Depresja nie jest przeznaczeniem, Wydawnictwo WAM, Kraków 2007.
- Hans-Ludwig Freese, Nasze dzieci są filozofami. Jak rozmawiać z dziećmi o poważnych sprawach, Wydawnictwo WAM, Kraków 2007.
- Arnulf Zitelmann, Tobit, Wydawnictwo WAM, Kraków 2011.
- Rebija Kadir, Alexandra Cavelius, Szturmując niebo, Wydawnictwo Czarne, Wołowiec 2011.
- Günter Wallraff, Z nowego, wspaniałego świata, Wydawnictwo Czarne,  Wołowiec 2012, s. 308.
- Jörg Baberowski, Spalona ziemia. Czas stalinowskiego terroru; Wydawnictwo Prószyński i S-ka, Warszawa  2014.
- Adrian Geiges, Pekin i Szanghaj. Dwie głowy chińskiego smoka, Wydawnictwo Uniwersytetu Jagiellońskiego, 2014.
- Norbert Mappes-Niediek, Biedni Romowie, źli Cyganie, Stereotypy i rzeczywistość, Wydawnictwo Uniwersytetu Jagiellońskiego, Kraków 2014.
- Katja Petrowskaja, Może Estera, Wydawnictwo Uniwersytetu Jagiellońskiego, Kraków, 2015.
- Nino Haratischwili, Ósme życie, Otwarte, Kraków 2016.
- Meral Kureyshi, Słonie w ogrodzie, Wydawnictwo Uniwersytetu Jagiellońskiego, Kraków 2018.
- Uwe Timm, Odkrycie kiełbaski z curry, ODDO, Łódź 2018.
- Nino Haratischwili, Kotka i Generał, Otwarte, Kraków, 2019.
- Arthur Koestler, Ciemność w południe, Państwowy Instytut Wydawniczy, Warszawa, 2019.
- Daniel Kehlmann, Tyll, Wydawnictwo Literackie, Kraków 2022.
- Asaf-Wossen Asserate, Hajle Sylassje, Ostatni cesarz Afryki, Państwowy Instytut Wydawniczy, Warszawa 2022.
- Gideon Greif, Itamar Levi, Powstanie w Auschwitz, Prószyński Media, Warszawa 2023.
- Friedrich Reck-Malleczewen, Dziennik czasu trwogi, Państwowy Instytut Wydawniczy, Warszawa 2024.